# Tipo espectral (asteroides)
Los asteroides se asignan a un tipo espectral según sea su espectro y color. En ocasiones también se tiene en cuenta el albedo. Los tipos espectrales se relacionan con la composición de la superficie del asteroide. Para estos pequeños cuerpos, que no tienen una estructura interna diferenciada, la superficie y la composición interna son similares. Los grandes objetos, como Ceres o Vesta, están presumiblemente diferenciados.

## Los modelos espectrales de clasificación
El estableccimiento de los modelos espectrales para la clasificación de los asteroides se iniciaron en 1975 cuando Clark R. Chapman, David Morrison y Ben Zellner establecieron los tres primeros tipos espectrales: Tipo C para los objetos carbonaceos, Tipo S para objetos rocosos (silicatos) y Tipo U para los que no tenían cabida en los anteriores. Nuevos modelos se han sucedido desde entonces, expandiendo y clarificando esta clasificación inicial.
Los varios sistemas de clasificación existentes tratan de mantener cierta consistencia mutua. Algunos asteroides se ordenan en diferentes tipos dependiendo de los criterios particulares de cada sistema de clasificación. Las dos clasificaciones más ampliamente usadas son Tholen y SMASS.

## Clasificación Tholen
La taxonomía asteroidal más empleada desde 1984 es la establecida por David J. Tholen a partir de los espectros de banda ancha (entre 0,31 µm y 1,06 µm) obtenidos durante la Eight-Color Asteroid Survey (ECAS) de los años ochenta del siglo XX en combinación con las medidas de albedo. El modelo original estaba basado en el estudio de 978 asteroides. Este esquema incluye hasta catorce tipos espectrales.
- Grupo espectral C. Objetos carbonaceos oscuros que representan el 75 % de los asteroides e incluyen los siguientes tipos:
  - Tipo espectral B. Ejemplo de este tipo es el asteroide Palas.
  - Tipo espectral F. Ejemplo de este tipo es el asteroide Interamnia.
  - Tipo espectral G. Ejemplo de este tipo es el planeta enano Ceres.
  - Tipo espectral C. Ejemplo de este tipo es el asteroide Higía.
- Tipo espectral S. Objetos silíceos rocosos que representan el 17 % de los asteroides. Ejemplos de este tipo son los asteroides Juno y Eunomia.
- Tipo espectral X. Objetos principalmente metálicos.
  - Tipo espectral M. Objetos metálicos. Ejemplo de este tipo es el asteroide Psique.
  - Tipo espectral E. Se diferencia del tipo M por el albedo. Ejemplos de este tipo son los asteroides Nisa y Pandora.
  - Tipo espectral P. Se diferencia del tipo M por el albedo. Ejemplos de este tipo son los asteroides Aletea, Ismene y Bamberga.
- Tipo espectral A. Ejemplo de este tipo es el asteroide Eternidad.
- Tipo espectral D. Ejemplo de este tipo es el asteroide Héctor.
- Tipo espectral T. Ejemplo de este tipo es el asteroide Eglé.
- Tipo espectral Q. Ejemplo de este tipo es el asteroide Apolo.
- Tipo espectral R. Ejemplo de este tipo es el asteroide Dembowska.
- Tipo espectral V. Ejemplo de este tipo es el asteroide Vesta.

Si los objetos presentan propiedades de varios tipos, aparecen designados con una combinación de las iniciales de cada tipo representado.

## Clasificación SMASS
Esta es una clasificación taxonómica posterior elaborada por Schelte John Bus y Richard P. Binzel el año 2002 basándose en los datos proporcionados por la Small Main-Belt Asteroid Spectroscopic Survey (SMASS) que estudió 1447 asteroides. Los espectros obtenidos tenían más resolución que los de la ECAS y permitió resolver una variedad de características espectrales poco nítidas. Sin embargo, se estudió un rango de longitudes de onda menor (entre 0,44 µm y 0,92 µm) y no se tuvieron en cuenta los albedos.
El intento de mantener la clasificación Tholen tanto como fuese posible dada la diferencia de datos condujo al establecimiento de veinticuatro tipos espectrales. La mayoría de los objetos quedaron encuadrados en uno de los tres principales: «C», «S» y «X». Unos pocos se categorizaron en tipos más pequeños.
- Grupo espectral C. Formado por objetos carbonáceos.
  - Tipo espectral B. Tipo convergente con los tipos espectrales B y F de Tholen.
  - Tipo espectral C. Es el tipo más común de los asteroides carbonáceos que no son del tipo B.
  - Tipos espectrales Cg, Ch y Cgh. Relacionados vagamente con el tipo espectral G de Tholen.
  - Tipo espectral Cb. Objetos de transición entre los tipos espectrales C y B.
- Grupo espectral S. Formado por objetos rocosos, con abundancia de silicatos.
  - Tipo espectral S. Igual que el homónimo de Tholen y el estándar del grupo.
  - Tipo espectral A. Igual que el homónimo de Tholen.
  - Tipo espectral Q. Igual que el homónimo de Tholen.
  - Tipo espectral R. Igual que el homónimo de Tholen.
  - Tipo espectral K. Nuevo tipo. Ejemplos de este son los asteroides Eucaris y Eos.
  - Tipo espectral L. Nuevo tipo. Ejemplo de este es el asteroide Beatriz.
  - Tipos espectrales Sa, Sq, Sr, Sk, y Sl. Objetos de transición entre los tipos espectrales S y el resto de los del grupo.
- Grupo espectral X. Formado por los objetos mayoritariamente metálicos.
  - Tipo espectral X. Tipo característico de este grupo que incluye a los objetos clasificados en los tipos espectrales M, E y P de Tholen.
  - Tipos espectrales Xe, Xc, y Xk. Objetos de transición entre los tipos espectrales X y los de otros grupos.
- Tipo espectral T. Igual que el homónimo de Tholen.
- Tipo espectral D. Igual que el homónimo de Tholen.
- Tipo espectral Ld. Nuevo tipo con características espectrales más acusadas que el tipo espectral L.
- Tipo espectral O. Ejemplo de este tipo es el asteroide Božněmcová.
- Tipo espectral V. Igual que el homónimo de Tholen.

Se encontró que un pequeño número de asteroides encajaban con los tipos «Q», «R» y «V» que en Tholen tenían un solo representante. En el esquema SMASS solo un tipo estaba representado por un único asteroide.
Unos pocos objetos cercanos a la Tierra tienen espectros que difieren considerablemente de los Tipos SMASS. Esto se debe probablemente a que son cuerpos mucho más pequeños que los estudiados y que, por tanto, pueden tener superficies más jóvenes y menos alteradas o estar compuestos por una menor variedad de minerales.

## Que planetas tienen cuerpos celestes y carecen de masa
Varios de los tipos asteroidales se ha relacionado con tipos de meteoritos.
- El tipo espectral C con las condritas carbonáceas.
- El tipo espectral S con las siderolitas.
- El tipo espectral M con los meteoritos metálicos.
- El tipo espectral V con las acondritas HED.